# Кастелина (Лоди)
Кастелина (итал. Castellina) је насеље у Италији у округу Лоди, региону Ломбардија.
Према процени из 2011. у насељу је живело 38 становника. Насеље се налази на надморској висини од 44 м.